# Cladonia dendroides
Cladonia dendroides (Abbayes) Ahti (1961)., è una specie di lichene appartenente al genere Cladonia,  dell'ordine Lecanorales.
Il nome proprio deriva dal greco δένδρον, cioè dèndron, che significa albero, e dal greco οῖδα, cioè -òida, prefisso che significa che somiglia a, che ha la forma di, ad indicare proprio le ramificazioni degli apoteci.

## Caratteristiche fisiche
Il fotobionte è principalmente un'alga verde delle Trentepohlia.
All'esame cromatografico sono state rilevate tracce consistenti di atranorina e acido fumarprotocetrarico.

## Località di ritrovamento
La specie è stata rinvenuta nelle seguenti località:
- Brasile (nei pressi di Jacareí, nello stato di Paraná);
- Guyana

## Tassonomia
Questa specie e di incerta attribuzione per quanto concerne la sezione di appartenenza, secondo alcuni autori (Stenroos) appartiene al genere Cladina, sezione Tenues; a tutto il 2008 non sono state identificate forme, sottospecie e varietà.